# Tom Williams (ingenjör)
Tom Lawrence Williams, född 1890, död 1964, var en brittisk ingenjör och företagsledare.
Tom Williams var son till en byggmästare och utbildade sig till ingenjör. Han arbetade på motorcykelfabrikerna Triumph Engineering 1916-1924 och Dunelt Motorcycles, innan han 1930 började som chefskonstruktör på Raleigh Bicycle Company i Nottingham, som då började bygga upp en tillverkning av trehjuliga motorfordon.
Efter det att Raleighs företagsledning 1935 lade ned företagets tillverkning av motorfordon för att koncentrera sig på cyklar, grundade han samma år ett eget företag för att tillverka trehjuliga distributionsfordon i sin hemstad Tamworth. Företaget, Reliant Motor Company, tillverkade framgångsrikt trehjulingar och fyrhjuliga småbilar fram till 1980, då det gick i konkurs. Det fortsatte produktion under nya ägare 1996-2001.

## Bildgalleri

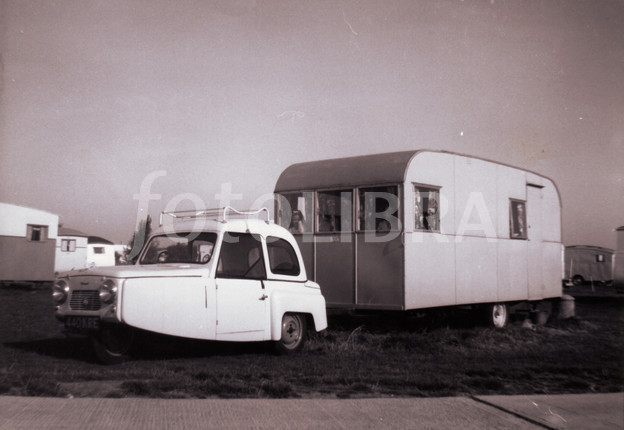
Reliant Regal Mk 2
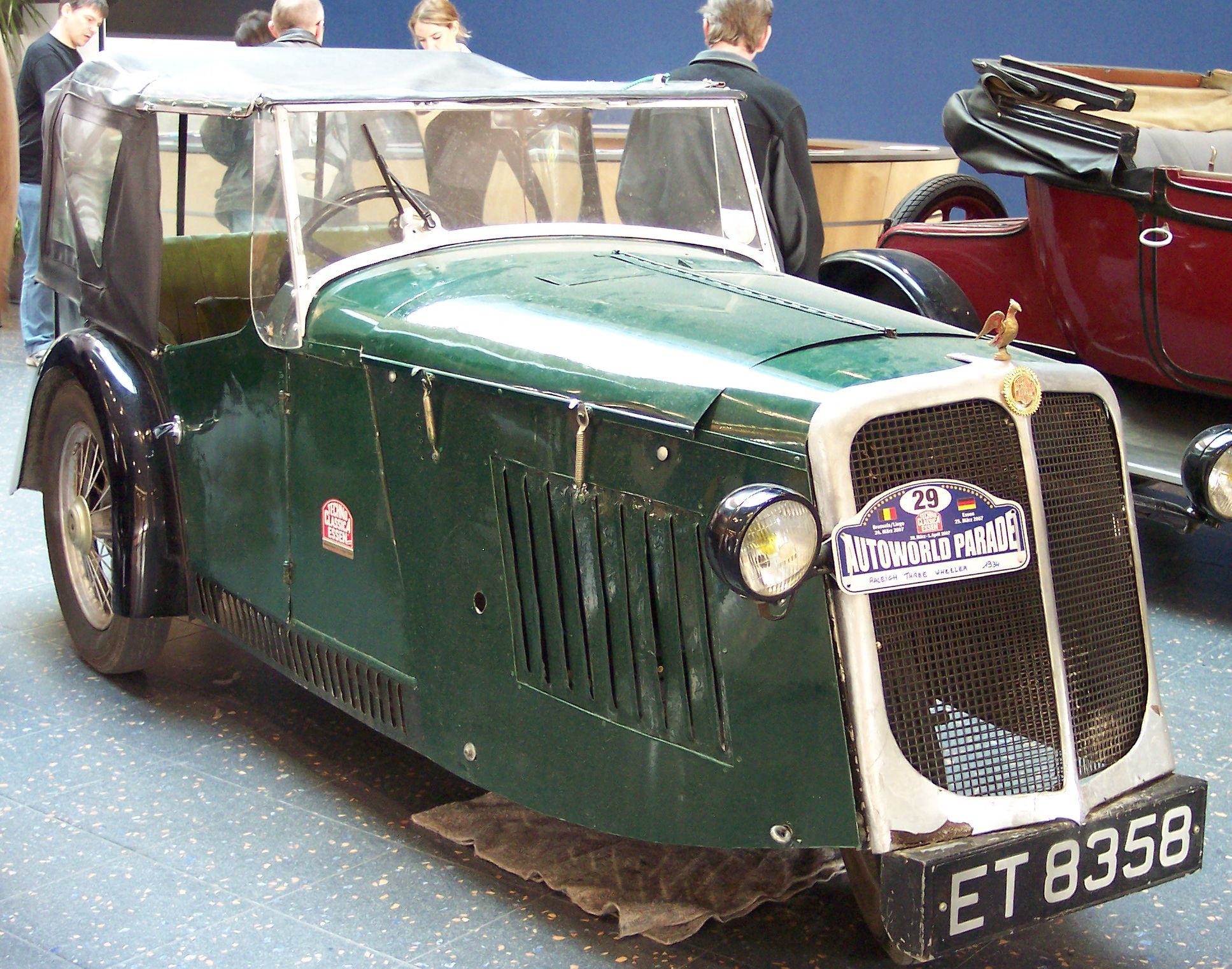
Raleigh Safety Seven, presenterads 1934
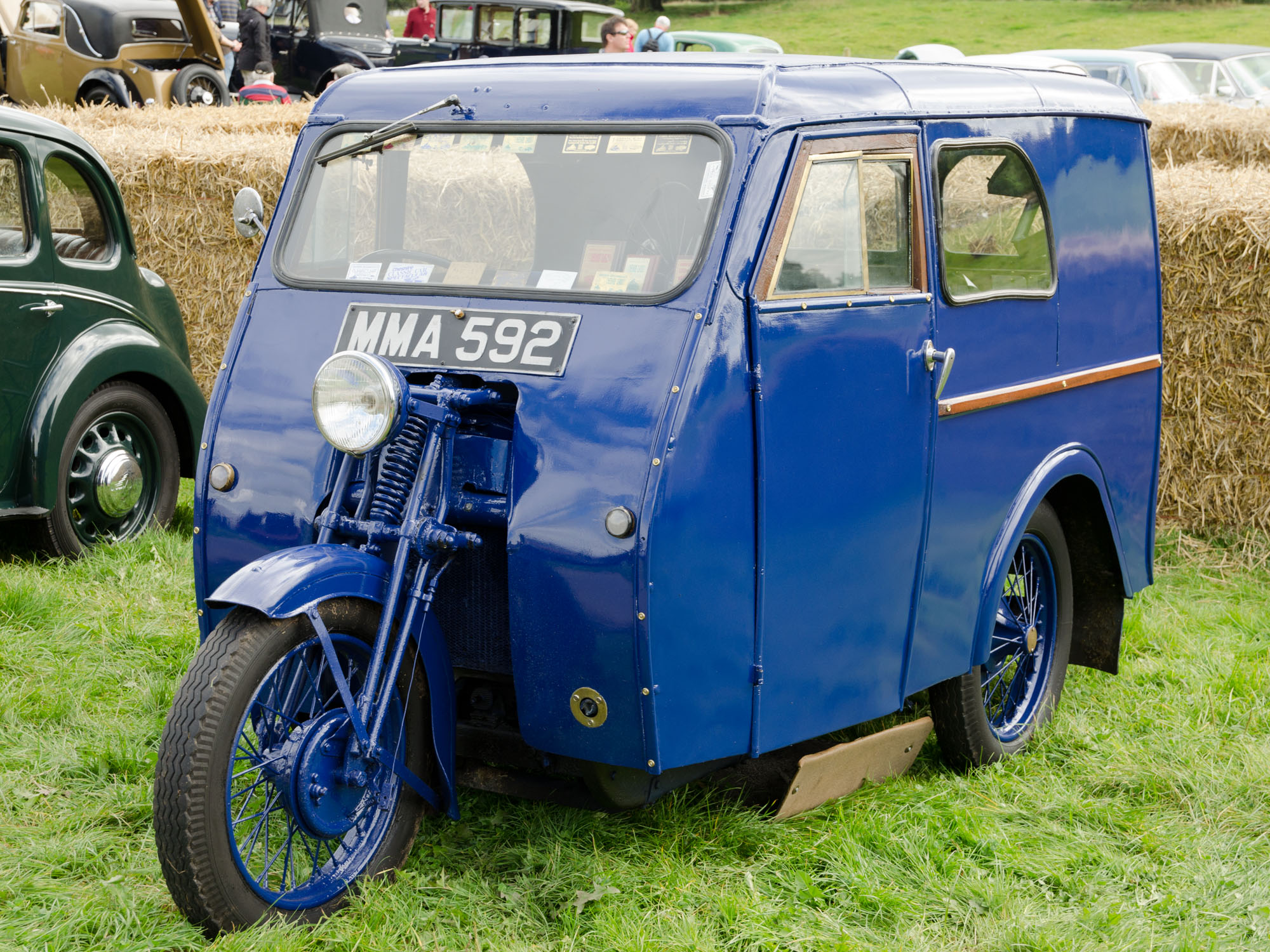
Reliant Regent Van, 1950